# Rodney Pryor
Rodney Pryor (Evanston, 14 ottobre 1992) è un cestista statunitense.